# V1974 Cygni
V1974 Cygni (również Nova Cygni 1992) – nowa klasyczna znajdująca się w gwiazdozbiorze Łabędzia. Została odkryta 19 lutego 1992 roku przez Petera Collinsa. Znajduje się w odległości 10 430 lat świetlnych od Ziemi.

## Właściwości fizyczne
Gwiazda V1975 Cygni jest układem kataklizmicznym. W czasie odkrycia jej jasność osiągnęła 7,2m. Ponieważ w miejscu tym nie obserwowano wcześniej żadnego obiektu Peter Collins zaalarmował obserwatoria astronomiczne, dzięki czemu była ona obserwowana na różnych długościach fali przez całą gamę instrumentów astronomicznych łącznie z sondą kosmiczną Voyager. Przez kilka kolejnych dni Nova Cygni 1992 cały czas jaśniała, osiągając maksymalną jasność 4,3m. Była to pierwsza nowa dokładnie obserwowana nim jeszcze osiągnęła maksimum blasku. Wybuch nowej i wyrzucenie otoczki materii był skutkiem opadania materii gwiazdy układu podwójnego na białego karła. Detonacja wyrzuciła gaz do poszerzającej się skorupy. Zdjęcia wykonane Teleskopem Hubble'a w 15. i 22. miesiącu po wybuchu przedstawiają ekspansję zewnętrznej powłoki od średnicy wynoszącej 119 miliardów kilometrów do średnicy 155 miliardów. Obserwacje te ujawniły również strukturę poprzeczkową biegnącą przez środek pierścienia, której pochodzenie nie jest znane.